# HMS Polyanthus (K47)
HMS Polyanthus (K47) je bila korveta razreda flower Kraljeve vojne mornarice, ki je bila operativna med drugo svetovno vojno.

## Zgodovina
21. septembra 1943 je korveto torpedirala in potopila nemška podmornica U-952, medtem ko je korveta spremljala konvoj ON-202. Potopitev je preživel en član posadke, ki ga je rešila HMS Itchen (K227), a je nato 23. septembra 1943 umrl, ko je to ladjo torpedirala in potopila nemška podmornica u-666.